# Dutch Open 2001
Die Dutch Open 2001 im Badminton fanden vom 9. bis 14. Oktober 2001 in Eindhoven statt. Das Preisgeld betrug 75.000 US-Dollar.

## Sieger und Platzierte
| Disziplin    | Gold                             | Silber                              | Bronze                             |
| ------------ | -------------------------------- | ----------------------------------- | ---------------------------------- |
| Herreneinzel | Lee Tsuen Seng                   | Bao Chunlai                         | Chetan Anand                       |
| Herreneinzel | Lee Tsuen Seng                   | Bao Chunlai                         | Ronald Susilo                      |
| Dameneinzel  | Mia Audina                       | Yao Jie                             | Hu Ting                            |
| Dameneinzel  | Mia Audina                       | Yao Jie                             | Zeng Yaqiong                       |
| Herrendoppel | Jesper Christensen Jesper Larsen | Martin Lundgaard Hansen Lars Paaske | Anthony Clark Nathan Robertson     |
| Herrendoppel | Jesper Christensen Jesper Larsen | Martin Lundgaard Hansen Lars Paaske | Mathias Boe Peter Steffensen       |
| Damendoppel  | Anastasia Russkikh Xu Huaiwen    | Pernille Harder Majken Vange        | Hu Ting Li Wenyan                  |
| Damendoppel  | Anastasia Russkikh Xu Huaiwen    | Pernille Harder Majken Vange        | Emma Constable Natalie Munt        |
| Mixed        | Nathan Robertson Gail Emms       | Chris Bruil Lotte Jonathans         | Robert Blair Natalie Munt          |
| Mixed        | Nathan Robertson Gail Emms       | Chris Bruil Lotte Jonathans         | Vladislav Druzchenko Elena Nozdran |

## Finalresultate
| Disziplin    | Sieger                           | Finalist                            | Ergebnis                |
| ------------ | -------------------------------- | ----------------------------------- | ----------------------- |
| Herreneinzel | Lee Tsuen Seng                   | Bao Chunlai                         | 7-1, 1-7, 7-5, 7-4      |
| Dameneinzel  | Mia Audina                       | Yao Jie                             | 7-5, 1-7, 7-5, 7-5      |
| Herrendoppel | Jesper Christensen Jesper Larsen | Lars Paaske Martin Lundgaard Hansen | 7-4, 3-7, 7-5, 4-7, 7-5 |
| Damendoppel  | Anastasia Russkikh Xu Huaiwen    | Pernille Harder Majken Vange        | 3-7, 7-2, 7-0, 4-7, 7-5 |
| Mixed        | Nathan Robertson Gail Emms       | Chris Bruil Lotte Jonathans         | 7-5, 3-7, 7-3, 7-4      |